# The Blair Witch Project
The Blair Witch Project är en amerikansk skräckfilm från 1999, i regi av Daniel Myrick och Eduardo Sánchez.

## Handling
Tre ungdomar beger sig ut i USA:s vildmark för att göra en dokumentär om den lokala legenden "The Blair Witch" ("Blair-häxan"). 
Utrustade med videokameror, bandspelare, proviant och tält ger de sig in i Black Hills Forest i Maryland, där de sedan försvinner spårlöst. Ett år senare hittas deras kamerautrustning och resultatet blev denna film.

## Om filmen
Filmskaparna använder berättargreppet funnen film (engelska found footage) som innebär att filmen utgörs av dokumentära sekvenser som spelats in utan manus. The Blair Witch Project var inte först med detta (exempelvis Cannibal Holocaust från 1980 är en föregångare) men det var den första stora kommersiella framgången med detta sätt att berätta på och den inspirerade ett flertal filmer i liknande stil. Bland dessa kan nämnas filmerna Cloverfield och REC.
Allt foto kommer från rollfigurernas egna handhållna kameror och dialogen är improviserad.
Blair Witch Project hade i början av 2008 omsatt 250 miljoner dollar, vilket motsvarar 10 000 gånger dess budget.[källa behövs] Räknat i intäkter gör det filmen till en av världens mest lönsamma filmproduktioner någonsin.
År 2000 fick filmen en uppföljare i Blair Witch 2 som dock inte använde konceptet funnen film. 2016 hade ytterligare en uppföljare premiär, Blair Witch.

### Marknadsföring
The Blair Witch Project marknadsfördes först som en dokumentär, dvs som att händelserna i filmen verkligen hade ägt rum i verkligheten. Innan filmen släpptes publicerades det tidningsartiklar om de tre ungdomarna som enligt utsago hade försvunnit i den mytomspunna skogen och att videoinspelningar tillhörande dem hade hittats, men detta var alltså bara marknadsföring för filmen.[källa behövs]

## Rollista (i urval)
- Heather Donahue - Heather Donahue
- Joshua Leonard - Joshua 'Josh' Leonard
- Michael C. Williams - Michael 'Mike' Williams
- Bob Griffin - Short Fisherman
- Jim King - Interviewee
- Sandra Sánchez - Waitress
- Ed Swanson - Fisherman With Glasses